# ميك دوهان
ميك دوهان (بالإنجليزية: Michael Doohan)‏ مواليد 4 يونيو 1965، هو سائق دراجات نارية أسترالي فاز ببطولة سباق الجائزة الكبرى للدراجات النارية. شارك في سباقات بطولة العالم للسوبربايك ولفئة 500 سي سي.

## البطولات
- سباق الجائزة الكبرى للدراجات النارية 1994
- سباق الجائزة الكبرى للدراجات النارية 1995
- سباق الجائزة الكبرى للدراجات النارية 1996
- سباق الجائزة الكبرى للدراجات النارية 1997
- سباق الجائزة الكبرى للدراجات النارية 1998

## روابط خارجية
- ميك دوهان على موقع MotoGP.com (الإنجليزية)
- ميك دوهان على موقع WorldSBK.com (الإنجليزية)
- ميك دوهان على موقع قاعة أستراليا للمشاهير الرياضية (الإنجليزية)